# Llac Vostok

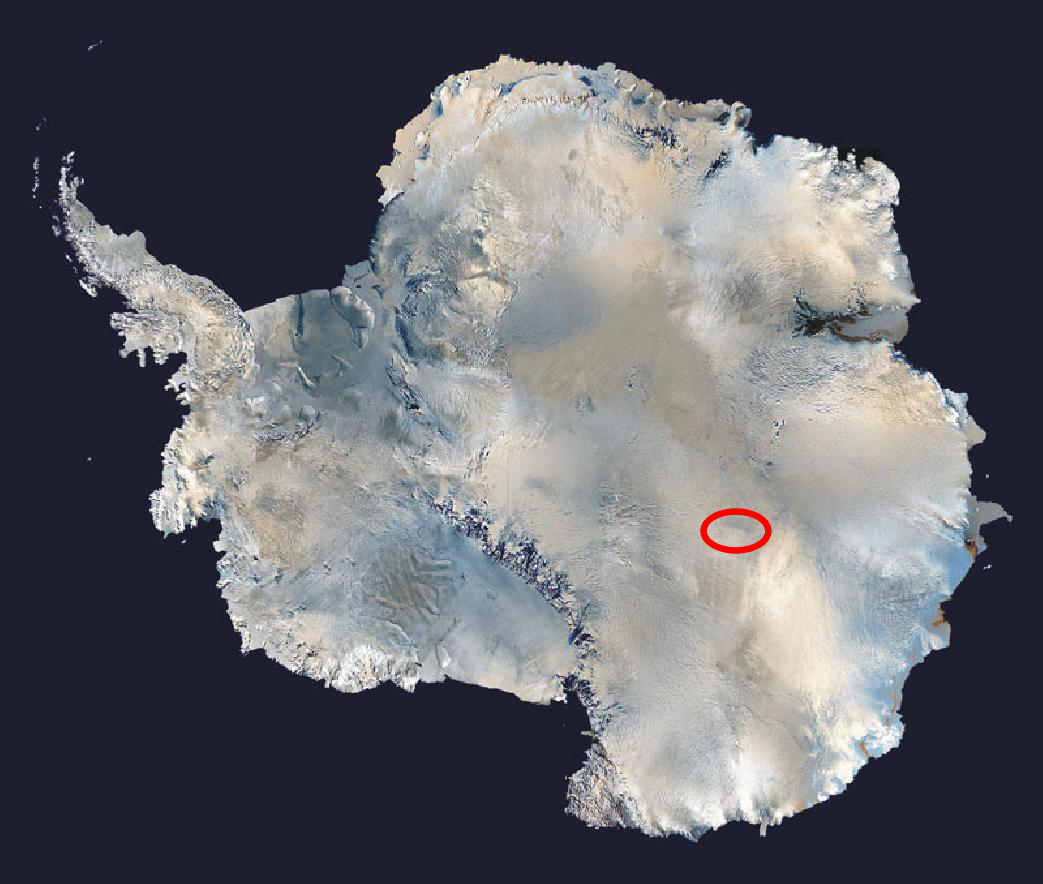
Ubicació del llac Vostok

El llac Vostok és un llac subglacial de l'Antàrtida. Està situat a 77° S 105° E, per sota de l'estació Vostok russa, a 4.000 metres sota la superfície de la placa de gel antàrtica central, totalment aïllat de l'exterior i protegit de l'atmosfera.
Amb una grandària lleugerament superior a tota la província de Lleida, té unes dimensions de 250 km de llarg per 50 km d'ample, i està dividit en dues profundes fosses per una serralada. L'aigua líquida sobre la serralada té una alçada de 200 m, uns 400 m en la fossa nord i 800 m en la sud. El llac Vostok cobreix una àrea de 15.690 km² i té un volum estimat de 5.400 km³ d'aigua dolça. El maig del 2005 es va trobar una illa al centre del llac.

## Nom
El llac rep el nom de l'estació de Vostok, que al seu torn rep el nom del Vostok (Восток), una balandre de guerra, que significa «Est» en rus. L'existència d'un llac subglacial a la regió de Vostok va ser suggerida per primera vegada pel geògraf rus Andrey Kapitsa a partir de sondejos sísmics realitzats durant les expedicions antàrtiques soviètiques el 1959 i el 1964 per mesurar el gruix de la capa de gel. La investigació continuada per científics russos i britànics va portar a la confirmació final de l'existència del llac el 1993 per J. P. Ridley utilitzant altimetria làser ERS-1.

## Origen
El gel superposat proporciona un registre paleoclimàtic continu de 400.000 anys, encara que l'aigua del llac pot haver estat aïllada durant 15 a 25 milions d'anys. El 5 de febrer de 2012, un equip de científics russos va completar el nucli de gel més llarg de la història de 3768 m i va perforar l'escut de gel fins a la superfície del llac.
El primer nucli de gel de llac acabat de congelar es va obtenir el 10 de gener de 2013 a una profunditat de 3406 m. Tanmateix, tan bon punt es va perforar el gel, l'aigua del llac subjacent va brollar pel forat, barrejant-lo amb el freó i el querosè utilitzats per evitar que el forat es congelés. Es va perforar un nou forat i es va obtenir una mostra d'aigua suposadament prístina el gener de 2015. L'equip rus té previst baixar una sonda al llac per recollir mostres d'aigua i sediments del fons. Es planteja la hipòtesi que es podrien trobar formes de vida inusuals a la capa líquida del llac, una reserva d'aigua fòssil. Com que el llac Vostok pot contenir un entorn tancat sota el gel durant milions d'anys, les condicions podrien assemblar-se a les dels oceans coberts de gel que se suposa que existeixen a la lluna Europa de Júpiter i a la lluna Encèlade de Saturn.

## Descobriment

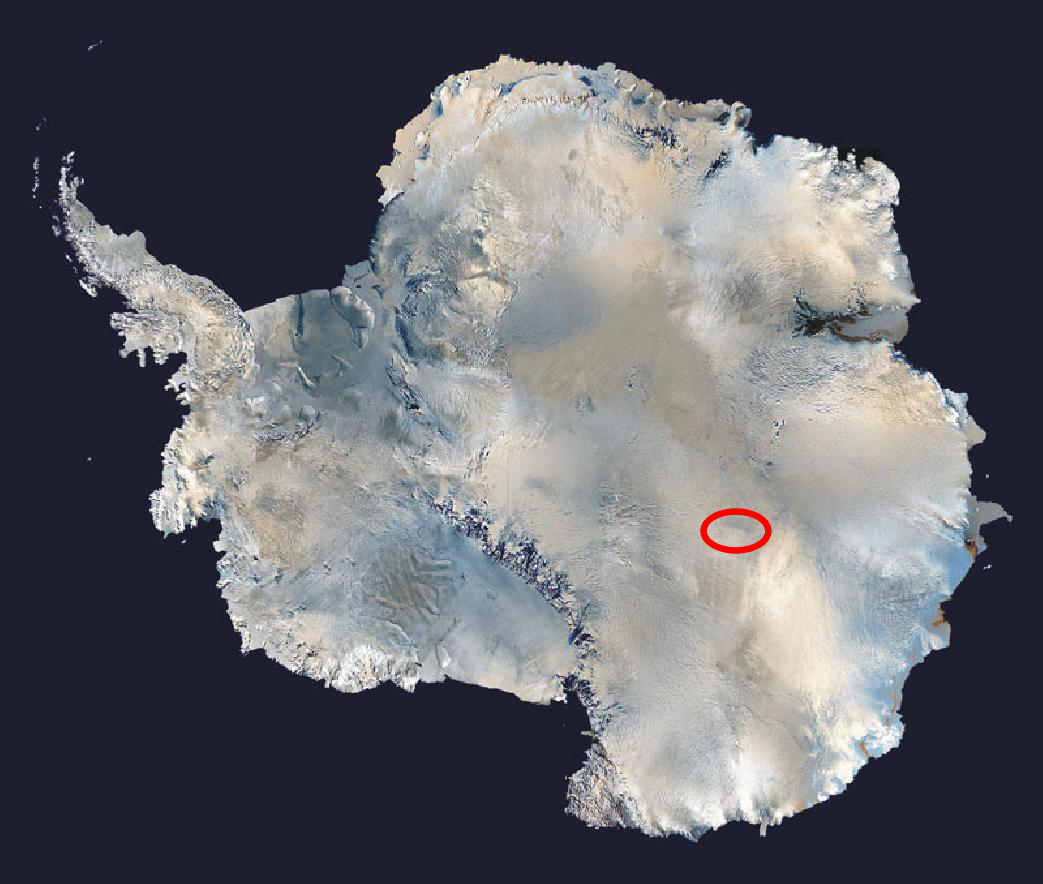
Localització del llac Vostok a l'Antàrtida oriental

El científic rus Piotr Kropotkin va proposar per primera vegada la idea d'aigua dolça sota les capes de gel antàrtiques a finals del segle xix. Va teoritzar que la tremenda pressió exercida per la massa acumulada de milers de metres verticals de gel podria disminuir el punt de fusió a les parts més baixes de la capa de gel fins al punt on el gel es convertiria en aigua líquida. La teoria de Kropotkin va ser desenvolupada pel glaciòleg rus I. A. Zotikov, que va escriure la seva tesi doctoral sobre aquest tema el 1967.
El geògraf rus Andrey Kapitsa va utilitzar sondejos sísmics a la regió de l'estació de Vostok realitzats durant l’expedició soviètica a l'Antàrtida el 1959 i el 1964 per mesurar el gruix de la capa de gel. Kapitsa va ser el primer a suggerir l'existència d'un llac subglacial a la regió, i la investigació posterior va confirmar la seva hipòtesi.
Quan els científics britànics a l'Antàrtida van realitzar enquestes de radar de penetració de gel en l'aire a principis dels anys setanta, van detectar lectures de radar inusuals al lloc que suggerien la presència d'un llac d'aigua dolça líquida sota el gel. El 1991, Jeff Ridley, un especialista en teledetecció del Mullard Space Science Laboratory de la University College de Londres, va dirigir el satèl·lit ERS-1 per girar la seva matriu d'alta freqüència cap al centre de la capa glacial antàrtica. Les dades de l'ERS-1 van confirmar les troballes de les enquestes britàniques de 1973, però aquestes noves dades no es van publicar al Journal of Glaciology fins al 1993. El radar espacial va revelar que aquest cos subglacial d'aigua dolça és un dels llacs més grans del món i un dels 140 llacs subglacials de l'Antàrtida. Científics russos i britànics van delimitar el llac integrant una varietat de dades, incloses les observacions d'imatges de radar que penetraven en l'aire i l'altimetria de radar basada en l'espai, i el descobriment del llac es va publicar a la revista científica Nature el 20 de juny de 1996 S'ha confirmat que el llac conté grans quantitats d'aigua líquida sota els més de 3 km de casquet de gel. El llac té almenys 22 cavitats d'aigua líquida, amb una mitjana de 10 km cadascun.
L'estació que porta el nom del llac commemora el Vostok (Восток), el vaixell (sloop de guerra) de 900 tones pilotat per un dels descobridors de l'Antàrtida, l’explorador rus l'almirall Fabian von Bellingshausen. Com que la paraula Vostok significa «Est» en rus, els noms de l'estació i del llac també reflecteixen el fet que es troben a l'Antàrtida oriental.
L'any 2005 es va trobar una illa a la part central del llac. Aleshores, el gener de 2006, es va publicar el descobriment de dos llacs més petits propers sota la capa de gel; s'anomenen 90 Degrees East i Sovetskaya. Se sospita que aquests llacs subglacials antàrtics poden estar connectats per una xarxa de rius subglacials. Els glaciòlegs del Centre d'Observació i Modelització Polar proposen que molts dels llacs subglacials de l'Antàrtida estan interconnectats almenys temporalment. A causa de la pressió de l'aigua variable en els llacs individuals, es poden formar grans rius subterranis i després forçar grans quantitats d'aigua a través del gel sòlid.

## Història geològica
Àfrica es va separar de l'Antàrtida fa un milió d'anys, seguit del subcontinent indi, a principis del Cretaci (fa uns 125 milions d'anys). Fa uns 66 milions d'anys, l'Antàrtida (llavors connectada a Austràlia) encara tenia un clima tropical a subtropical, amb fauna marsupial i una extensa selva temperada.
La conca del llac Vostok és una petita (50 km) característica tectònica dins de l'entorn general d'una zona de col·lisió continental de diversos centenars de quilòmetres d'amplada entre la serralada de Gamburtsev, una serralada subglacial i la regió del Dome C. L'aigua del llac està bressolada sobre un llit de sediments de 70 m de gruix, oferint la possibilitat que continguin un registre únic del clima i la vida a l'Antàrtida abans que es formés la capa de gel.

## Característiques

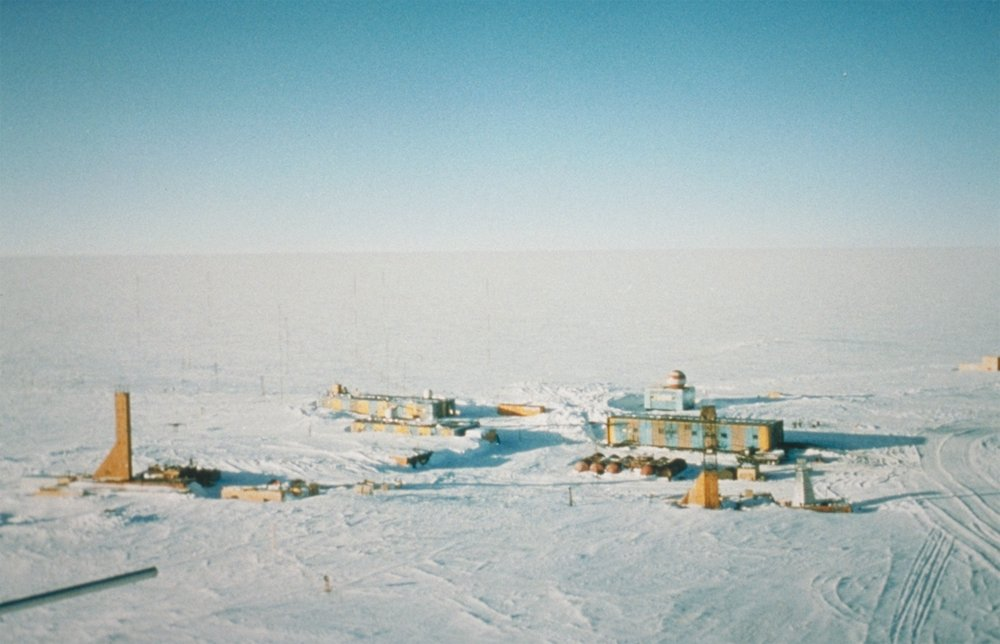
Estació Vostok

S'estima que l'aigua del llac va quedar segellada sota la gruixuda capa de gel fa uns 15 milions d'anys. Inicialment, es pensava que la mateixa aigua havia format el llac des del moment de la seva formació, donant un temps de residència de l'ordre d'un milió d'anys. Investigacions posteriors de Robin Bell i Michael Studinger de l’Observatori de la Terra Lamont-Doherty de la Universitat de Colúmbia van suggerir que l'aigua del llac es congela contínuament i es deixa arrossegar pel moviment de la capa de gel antàrtica, mentre que la substitueix per l'aigua que es fon d'altres parts. de la capa de gel en aquestes condicions d'alta pressió. Això va donar lloc a una estimació que tot el volum del llac se substitueix cada 13.300 anys: el seu temps de residència mitjà efectiu.
La temperatura natural més freda observada mai a la Terra, –89 °C, es va gravar a l'estació Vostok el 21 de juliol de 1983. La temperatura mitjana de l'aigua es calcula al voltant de –3 °C; roman líquida per sota del punt de congelació normal a causa de l'alta pressió del pes del gel que hi ha a sobre. La calor geotèrmica de l'interior de la Terra pot escalfar el fons del llac, mentre que la mateixa capa de gel aïlla el llac de les temperatures fredes de la superfície.
El llac Vostok és un entorn extrem oligotròfic, que s'espera que estigui sobresaturat amb nitrogen i oxigen, mesura 2,5 L de nitrogen i oxigen per 1 kg d'aigua, que és 50 vegades més gran que les que es troben normalment als llacs d'aigua dolça normals a la superfície de la Terra. El gran pes i pressió al voltant de 345 bar de la capa de gel continental a la part superior del llac Vostok s'estima que contribueix a l'alta concentració de gas.
A més de dissoldre's a l'aigua, l'oxigen i altres gasos queden atrapats en un tipus d'estructura anomenada clatrat. A les estructures de clatrat, els gasos estan tancats en una gàbia gelada i semblen neu compactada. Aquestes estructures es formen a les profunditats d'alta pressió del llac Vostok i es tornarien inestables si traguessin a la superfície.
L'abril de 2005, investigadors alemanys, russos i japonesos van trobar que el llac té marees. Depenent de la posició del Sol i de la Lluna, la superfície del llac puja uns 12 mm. El llac es troba a la foscor total, sota 355 bars de pressió, i s'espera que sigui ric en oxigen, de manera que s'especula que qualsevol organisme que habita el llac podria haver evolucionat d'una manera única en aquest entorn. Hi ha una anomalia magnètica d'1 microtesla a la costa est del llac, que abasta 105 km. Els investigadors plantegen la hipòtesi que l'anomalia pot ser causada per un aprimament de l'escorça terrestre en aquest lloc.
S'han trobat microorganismes Hidrogenofilàcies vius a les perforacions de nucli de gel profund del llac Vostok; són una espècie existent a la superfície. Això suggereix la presència d'una biosfera profunda que utilitza un sistema geotèrmic de la roca base que envolta el llac subglacial. Hi ha optimisme que la vida microbiana al llac és possible malgrat l'alta pressió, el fred constant, la baixa aportació de nutrients, la concentració potencialment alta d'oxigen i l'absència de llum solar. La lluna Europa de Júpiter i la lluna Encèlade de Saturn també poden albergar llacs o oceans sota una gruixuda escorça de gel. Qualsevol confirmació de la vida al llac Vostok podria reforçar la perspectiva de la presència de vida a les llunes gelades.

## Recerca

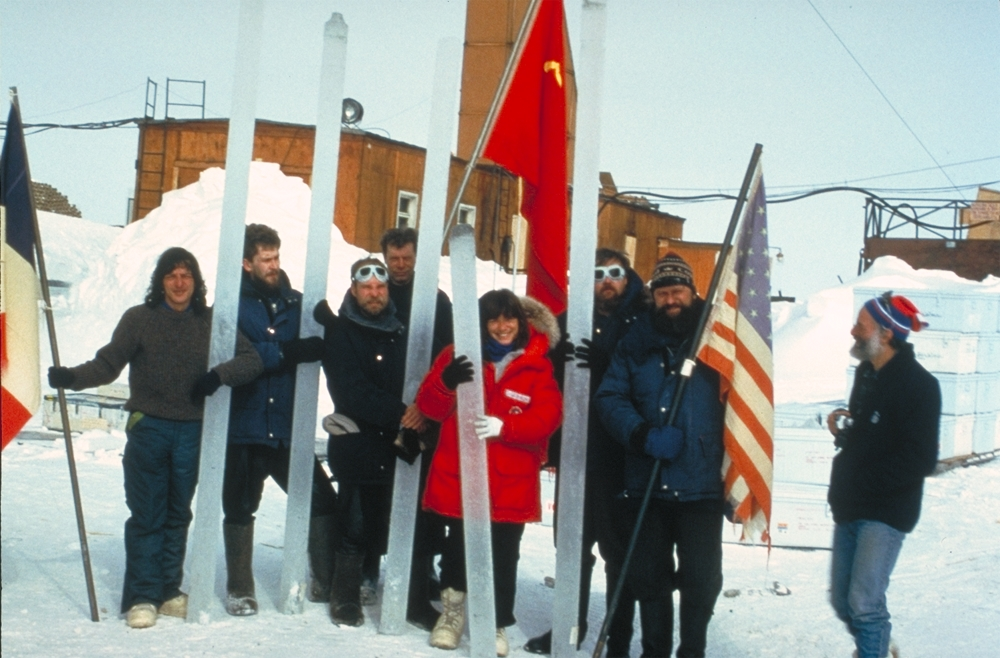
Nuclis de gel perforats a l'estació de Vostok, que es veu al fons

Els investigadors que treballaven a l'estació de Vostok van produir un dels nuclis de gel més llargs del món el 1998. Un equip conjunt de Rússia, França i els Estats Units va perforar i analitzar el nucli, que fa 3.623 m de llarg. S'ha avaluat que mostres de gel de nuclis perforats a prop de la part superior del llac tenen una antiguitat de 420.000 anys. La hipòtesi és que el llac ha estat segellat de la superfície des que es va formar la capa de gel fa 15 milions d'anys. La perforació del nucli es va aturar deliberadament uns 100 m per sobre del límit sospitós entre la capa de gel i les aigües líquides del llac. Això va ser per evitar la contaminació del llac amb la columna de 60 tones de freó i querosè utilitzada per evitar que el forat s'esfondrés i es congelés.
A partir d'aquest nucli, concretament del gel que es creu que es va formar a partir de la congelació de l'aigua del llac a la base de la capa de gel, es van trobar microbis extremòfils, cosa que suggereix que l'aigua del llac suporta la vida. Els científics van suggerir que el llac podria posseir un hàbitat únic per a bacteris antics amb un conjunt de gens microbians aïllats que conté característiques desenvolupades potser fa 500.000 anys.

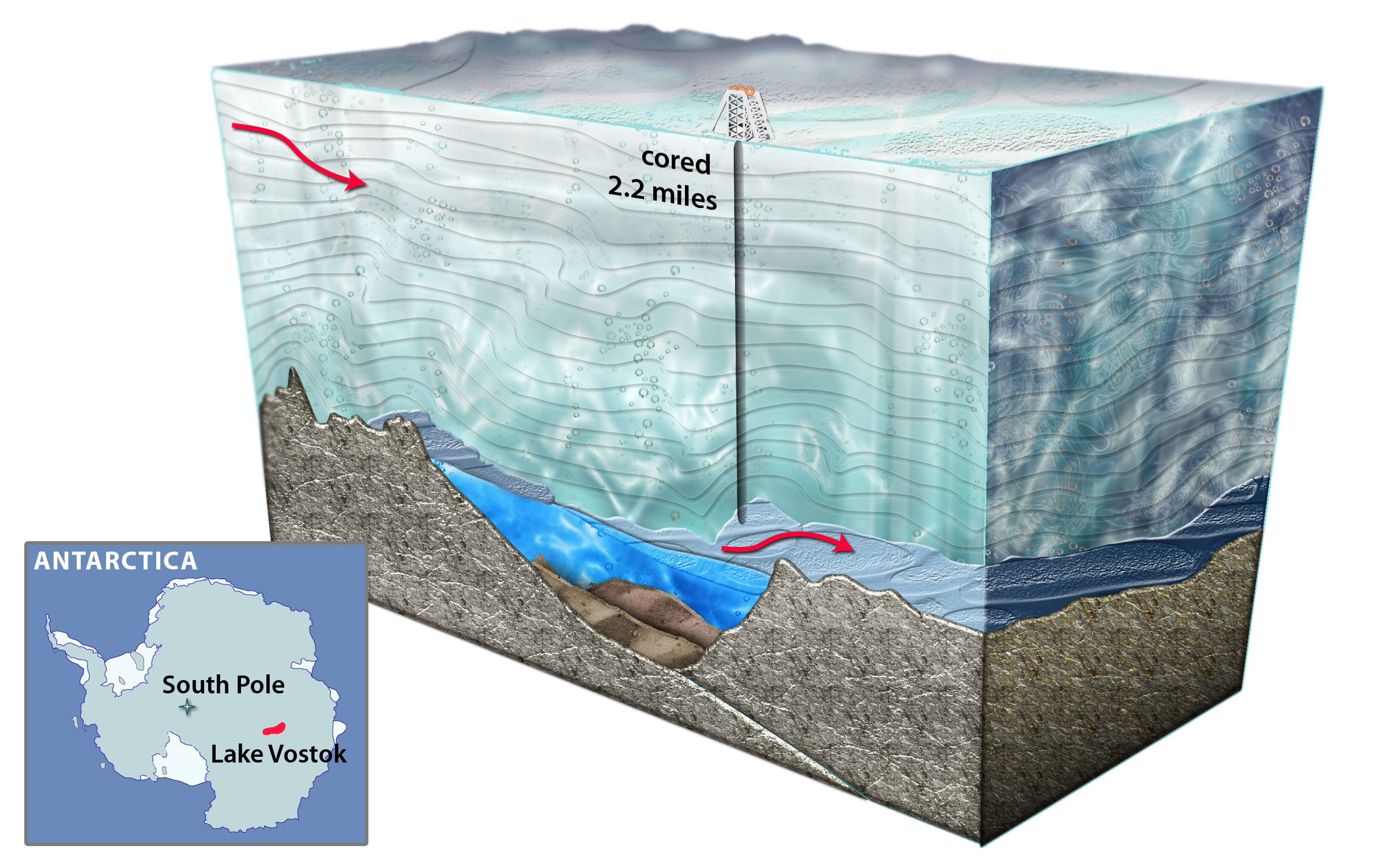
Secció transversal d'un artista de la perforació del llac Vostok

El gener de 2011, el cap de l'expedició russa a l'Antàrtida, Valery Lukin, va anunciar que el seu equip només tenia 50 m de gel que queda per perforar per arribar a l'aigua. Aleshores, els investigadors van canviar a un nou capçal de trepant tèrmic amb un fluid d'oli de silicona «net» per perforar la resta del camí. En lloc de perforar fins a l'aigua, van dir que s'aturarien just a sobre quan un sensor del trepant tèrmic detectés aigua lliure. En aquell moment, s'havia d'aturar el trepant i extreure'l del forat. L'eliminació del trepant reduiria la pressió que hi ha a sota, arrossegant aigua al forat per deixar-la congelar, creant un tap de gel al fons del forat. La perforació es va aturar el 5 de febrer de 2011 a una profunditat de 3.720 m perquè l'equip d'investigació pogués sortir del gel abans de l'inici de la temporada d'hivern antàrtica. L'equip de perforació va abandonar l'avió el 6 de febrer de 2011.
Per pla, l'estiu següent, l'equip havia de tornar a perforar per prendre una mostra d'aquell gel i analitzar-lo. Els russos van reprendre la perforació al llac el gener de 2012 i van arribar a la superfície superior de l'aigua el 6 de febrer de 2012. Els investigadors van permetre que l'aigua del llac es congelés dins del forat i mesos més tard, van recollir mostres de nucli de gel d'aquest gel recentment format i les van enviar al Laboratori de Glaciologia i Geofísica Ambiental de Grenoble, França, per analitzar-les.

### Resultats de biologia

#### Regne Unit i els Estats Units
Els científics van informar per primera vegada de l'evidència de microbis al gel d'acreció l'any 1999. Des de llavors, un equip diferent dirigit per Scott O. Rogers ha estat identificant una varietat de bacteris i fongs del gel d'acreció (no de la capa d'aigua subglacial) recollit durant els projectes de perforació dels Estats Units als anys noranta. Segons ell, això indica que el llac sota el gel no és estèril sinó que conté un ecosistema únic. Aleshores, Scott Rogers va publicar el juliol de 2013 que el seu equip va realitzar la seqüenciació d'àcids nucleics (ADN i ARN) i els resultats van permetre deduir les vies metabòliques representades al gel d'acreció i, per extensió, al llac. L'equip va trobar 3.507 seqüències de gens úniques, i aproximadament el 94% de les seqüències eren de bacteris i el 6% d'eucariotes. Les classificacions taxonòmiques (per gènere o espècie) o la identificació van ser possibles per a 1.623 de les seqüències. En general, els tàxons eren similars als organismes descrits anteriorment de llacs, aigües salobres, ambients marins, sòls, glaceres, gel, sediments de llacs, sediments d'aigües profundes, respiradors tèrmics d'aigües profundes, animals i plantes. Eren presents seqüències d'organismes aeròbics, anaeròbics, psicròfils, termòfils, halòfils, alcalífils, acidòfils, resistents a la dessecació, autòtrofs i heteròtrofs, inclòs un nombre d'eucariotes pluricel·lulars.
El 2020, Colby Gura i Scott Rogers van ampliar el seu estudi sobre el gel d'acreció del llac Vostok, així com el gel basal que flueix al llac. Van trobar que el gel basal contenia una comunitat d'organismes gairebé completament diferent en comparació amb els que es troben al gel d'acreció del llac, cosa que indica que significaven dos ecosistemes completament diferents. Es van informar bacteris i eucariotes addicionals. La diversitat més gran d'organismes al gel del llac es va associar significativament (p<0,05) amb concentracions més altes d'ions i aminoàcids. Tot i que el seu treball anterior va indicar la presència de bacteris que habiten els intestins dels peixos, no es van trobar seqüències de peixos. Tanmateix, a l'estudi del 2020, van trobar una seqüència d'ARNr que era > 97% similar a la d'un bacallà de roca comú a la costa de l'Antàrtida (Notothenia coriiceps). Aquest és el primer informe d'una espècie de peix que possiblement resideix al llac Vostok. Se sap que el peix produeix proteïnes anticongelants.
El microbiòleg David Pearce de la Universitat de Northumbria a Newcastle, Regne Unit, va afirmar que l'ADN podria ser simplement contaminació del procés de perforació i no representatiu del mateix llac Vostok. Els vells nuclis de gel es van perforar a la dècada de 1990 per buscar proves de climes passats enterrats al gel, més que per a tota la vida, de manera que l'equip de perforació no va ser esterilitzat. També Sergey Bulat, un expert del Llac Vostok a l'Institut de Física Nuclear de Petersburg a Gatchina, Rússia, dubta que qualsevol de les cèl·lules o fragments d'ADN de les mostres pertanyin a organismes que realment podrien existir al llac. Diu que és molt probable que les mostres estiguin molt contaminades amb teixits i microbis del món exterior.
La possibilitat de contaminació ha estat refutada per Scott Rogers, perquè les mesures de control eren rigoroses i les combinacions d'organismes trobats en cadascuna de les mostres de gel eren coherents amb els organismes que vivien en un llac fred i gel (incloent-hi una seqüència d'un bacallà de roca antàrtica)., i eren incompatibles amb la contaminació introduïda durant el mostreig o dels procediments de laboratori. A més, tots els procediments de laboratori es van realitzar en paral·lel amb mostres de gel del llac Erie, i els dos conjunts de dades resultants eren completament diferents. La mostra del llac Erie mostrava molts senyals d'habitabilitat humana, mentre que les mostres de gel del llac Vostok no mostraven cap senyal d'habitabilitat humana. La mostra del llac Erie també tenia un perfil gairebé completament diferent de fils bacterians i eucariotes.

#### Rússia i França
Científics russos i francesos han estat realitzant estudis d'ADN molecular de l'aigua del llac Vostok que es va congelar al forat, mitjançant la construcció de nombroses biblioteques d'ADN, que són col·leccions de fragments d'ADN que permeten als científics identificar quines espècies de bacteris es troben. pot pertànyer a. Les mostres preses del llac fins ara contenen aproximadament una part de querosè per cada 1000 d'aigua, i estan contaminades amb bacteris prèviament presents a la broca i al fluid de perforació de querosè. Fins ara, els científics han pogut identificar 255 espècies contaminants, però també han trobat un bacteri desconegut quan van perforar inicialment la superfície del llac el 2012, sense coincidències a cap base de dades internacional, i esperen que pugui ser un habitant únic del llac Vostok. No obstant això, Vladimar Korolev, el cap del laboratori de l'estudi de la mateixa institució, va dir que el bacteri podria ser, en principi, un contaminant que utilitza querosè —l'anticongelant utilitzat durant la perforació— com a font d'energia.
Els crítics de la comunitat científica afirmen que no es pot obtenir informació valuosa fins que no puguin provar mostres netes d'aigua del llac, no contaminades pel fluid de perforació.Independentment dels problemes de contaminació, el maig de 2013 la instal·lació de perforació de l'estació antàrtica russa de Vostok va ser declarada monument històric com a «resultat del reconeixement dels èxits de la investigació russa de l'Antàrtida per part de la comunitat científica internacional i de les operacions úniques. en obrir el llac subglacial Vostok realitzat per científics russos el 5 de febrer de 2012».
El gener de 2015, la premsa russa va declarar que els científics russos van fer un nou forat «net» al llac Vostok mitjançant una sonda especial de 50 quilos que va recollir aproximadament 1 litre d'aigua no adulterada pel líquid anticongelant. La tecnologia de perforació utilitzada va resultar inadequada per recollir aigua líquida en general i mostres netes en particular i els resultats no es van informar. Es va predir que l'aigua pujaria entre 30 i 40 m a la part inferior del forat, però de fet l'aigua va pujar des del llac a una alçada de més de 500 m. A l'octubre d'aquell mateix any, els treballs van ser suspesos per aquell estiu del sud a causa del finançament insuficient per part del govern federal rus.
El 2019, el govern rus va ordenar que s'instal·lés un nou complex d'hivern a l'estació d'investigació del llac Vostok, finançat en part pel multimilionari rus Leonid Mikhelson. Aquest complex serà capaç de donar suport a 35 persones a l'estiu, 15 a l'hivern i disposarà de 4 generadors dièsel amb una capacitat de 200 quilowatts cadascun. El nou complex, format per 133 mòduls, es va lliurar a Progress Station el desembre de 2021 i es transportarà a l'estació de recerca del llac Vostok i s'instal·larà durant els quatre anys vinents.

### Contaminació per fluids de perforació
Al projecte de perforació s'han oposat alguns grups ecologistes i científics que han argumentat que la perforació d'aigua calenta tindria un impacte ambiental més limitat. La principal preocupació és que el llac es pugui contaminar amb l'anticongelant que van utilitzar els russos per evitar que el forat es congeli. Els científics del Consell Nacional d'Investigació dels Estats Units han pres la posició que s'ha de suposar que hi ha vida microbiana al llac Vostok i que després d'un aïllament tan llarg, qualsevol forma de vida al llac requereix una protecció estricta de la contaminació.
La tècnica original de perforació emprada pels russos implicava l'ús de freó i querosè per lubricar el forat i evitar que es col·lapsés i es congelés; 54 tones d'aquests productes químics s'han utilitzat fins ara al gel sobre el llac Vostok. Altres països, especialment els Estats Units i la Gran Bretanya, no han aconseguit persuadir els russos de no perforar el llac fins que hi hagi tecnologies més netes, com ara la perforació d'aigua calenta. Tot i que els russos afirmen haver millorat les seves operacions, continuen utilitzant el mateix forat, que ja ha estat contaminat amb querosè. Segons el cap de les expedicions a l'Antàrtida de Rússia, Valery Lukin, els investigadors de l’Institut de Física Nuclear de Petersburg van desenvolupar un nou equip que garantiria que el llac romangués sense contaminació en cas d'intrusió. Lukin ha assegurat repetidament a altres nacions signants del Sistema del Tractat de l'Antàrtida que la perforació no afectarà el llac, argumentant que en el moment de l'avenç, l'aigua es precipitarà pel forat, es congelarà i segellarà els altres fluids.
Alguns grups ecologistes continuen sense estar convençuts d'aquests arguments. La Coalició de l'Oceà Antàrtic i Austral ha argumentat que aquesta manera de perforar és un pas profundament equivocat que posa en perill el llac Vostok i altres llacs subglacials de l'Antàrtida (que alguns científics estan convençuts estan relacionats amb el llac Vostok). La coalició ha afirmat que «seria molt preferible unir-se amb altres països per penetrar en un llac més petit i més aïllat abans de reexaminar si la penetració del llac Vostok és mediambientalment defensable. Si som savis, el llac podrà revelar els seus secrets en el seu moment.»
Lukin afirma que la perforació d'aigua calenta és molt més perillosa per a la fauna microbiòtica, ja que faria bullir les espècies vives i pertorbaria tota l'estructura de les capes d'aigua del llac. A més, la perforació d'aigua calenta hauria requerit més potència de la que l'expedició russa podria haver generat al seu campament remot. No obstant això, les mostres d'aigua obtingudes per l'equip rus estaven molt contaminades amb fluid de perforació, per la qual cosa van informar el maig de 2017 que era impossible en aquest moment obtenir dades fiables sobre la composició química i biològica real de l'aigua del llac.

## Temperatura de l'aigua
La temperatura mitjana de l'aigua és del voltant de −3°C per sota del punt de congelació. Quant al perquè roman líquida en el lloc més fred del planeta, s'han suggerit diverses hipòtesis, com per exemple, que la calor interior de la terra escalfa les roques sota el llac, o que la coberta de gel, que és un mal conductor de calor, pugui estar actuant com una flassada aïllant protegint-lo de les fredes temperatures de la superfície. Una altra possibilitat és que el llac no hagi tingut temps de congelar-se després d'un període temperat que va finalitzar fa al voltant de 5.000 anys. Una quarta hipòtesi és que l'aigua romangui líquida a causa de la pressió de la massa de gel que la cobreix, car el gel es fon amb la pressió.

## Investigació de nuclis de gel
Els investigadors que treballen en la base Vostok van obtenir el 1998 un dels nuclis de gel més llargs que s'han aconseguit. Un equip conjunt rus, francès i estatunidenc, va perforar i va analitzar el nucli de gel de 3.623 metres de longitud. Les mostres analitzades del gel proper a la superfície del llac obtingudes dels nuclis perforats tenen una antiguitat de 420.000 anys, suggerint que el llac ha romàs segellat sota la placa de gel entre 500.000 i més d'1 milió d'anys. Les perforacions es van detenir a 120 m sobre la suposada frontera que separa l'aigua líquida del llac i la capa de gel per evitar-ne la contaminació biològica.
En la part més profunda del nucli, formada pel gel que es creu que procedeix de la congelació de l'aigua del llac en la base de la capa de gel, s'han trobat proves de vida en forma de microbis, que suggereixen que l'aigua del llac pot albergar un o diversos ecosistemes, ja que també se sap que el llac està format per dues fosses separades per una serralada i s'ha suggerit que les composicions químiques i biològiques d'ambdues podrien ser diferents.

## Altes pressions i concentracions d'oxigen
El llac Vostok és un entorn oligotròpic extrem, supersaturat d'oxigen, amb uns nivells típics 50 vegades majors que els dels llacs d'aigua dolça normals de la superfície de la Terra. L'enorme pes de la placa de gel continental sobre el llac Vostok podria contribuir a l'elevada concentració d'oxigen. A part de dissoldre's en l'aigua, l'oxigen i altres gasos són atrapats en un tipus d'estructura denominada clatrat. En les estructures de clatrat, els gasos queden tancats en una gàbia gelada i presenten un aspecte de neu premsada. Aquestes estructures es formen a les altes pressions de la profunditat del llac Vostok i serien inestables si s'exposessin a la pressió normal a nivell del mar. A causa d'aquest fet, si l'aigua sortís del llac Vostok durant les perforacions, podria expandir-se de manera explosiva, com l'aigua amb gas, i esdevindria en un risc per als científics, a més d'exposar el llac a una possible contaminació. Cap altre llac natural en la Terra conté tant d'oxigen. Això obligaria els possibles organismes del llac Vostok a ser capaços de suportar un elevat estrès per oxidació. Poden haver desenvolupat adaptacions especials, com elevades concentracions d'enzims protectors per a sobreviure en l'ambient del llac.